# 愛白もあ
愛白 もあ（あいしろ もあ、9月8日 - ）は、元宝塚歌劇団宙組の娘役。
大阪府堺市、プール学院中学校出身。身長162cm。愛称は「もあ」、「あやこ」。

## 来歴
2005年4月、宝塚音楽学校入学。
2007年3月、宝塚歌劇団に93期生として入団。入団時の成績は30番。星組公演「さくら／シークレット・ハンター」で初舞台。その後、宙組に配属。
2019年7月21日、「オーシャンズ11」東京公演千秋楽をもって、宝塚歌劇団を退団。

## 宝塚歌劇団時代の主な舞台

### 初舞台
- 2007年3月～4月、星組『さくら－妖しいまでに美しいおまえ－／シークレット・ハンター－この世で、俺に盗めぬものはない－』（宝塚大劇場のみ）

### 宙組時代
- 2010年5月、『TRAFALGAR』新人公演：マリーア・ヘンリエッタ（本役：綾瀬あきな）／『ファンキー・サンシャイン』
- 2010年9月、『銀ちゃんの恋』（全国ツアー）看護師
- 2010年11月、『誰がために鐘は鳴る』新人公演：ベラ（本役：千鈴まゆ）
- 2011年3月、『記者と皇帝』（東京特別・バウ）ローリー
- 2011年10月、『クラシコ・イタリアーノ』新人公演：エマ・ヒューストン（本役：鈴奈沙也）／『NICE GUY!! 』
- 2012年1月、『ロバート・キャパ　魂の記録』（バウ・東京特別）オルガ・コクローヴァ
- 2012年4月、『華やかなりし日々』新人公演：メアリー・ロジャース（本役：綾瀬あきな）／『クライマックス』
- 2012年8月、『銀河英雄伝説@TAKARAZUKA』新人公演：サビーネ（本役：花里まな）
- 2013年1月、『銀河英雄伝説@TAKARAZUKA』（博多座）ヴェストパーレ男爵夫人
- 2013年3月、『モンテ・クリスト伯』新人公演：エルミーヌ（本役：愛花ちさき）／『Amour de 99!!ー99年の愛ー』
- 2013年7月、『the WILD Meets the WILD -W.M.W.-』（バウ）キャサリン
- 2013年9月、『風と共に去りぬ』令嬢、新人公演：ミード夫人（本役：鈴奈沙也）[2]
- 2014年2月、『ロバート・キャパ　魂の記録』フーク・ブロック／ 『シトラスの風II』 （中日）
- 2014年5月、『ベルサイユのばら―オスカル編―』四女
- 2014年9月、『SANCTUARY』（バウ）シャルロット
- 2015年4月、『TOP HAT』（ドラマシティ・赤坂ACTシアター）ティリー（一幕）、客の女（二幕）
- 2015年6月、『王家に捧ぐ歌』女官
- 2015年9月、『相続人の肖像』（バウ）ベアトリス
- 2016年1月、『Shakespeare 〜空に満つるは、尽きせぬ言の葉〜』女官／『HOT EYES!!』
- 2016年5月、『ヴァンパイア・サクセション』（ドラマシティ・KAAT神奈川芸術劇場）オリーブ
- 2016年7月、『エリザベート -愛と死の輪舞-』スターレイ
- 2016年11月、『双頭の鷲』（バウ・KAAT神奈川芸術劇場）パパラッチ女B
- 2017年2月～4月、『王妃の館－Château de la Reine－』マリー・テレーズ／『VIVA! FESTA!』
- 2017年6月、『A Motion（エース モーション）』（梅田芸術劇場・文京シビックホール）
- 2017年8月～11月、『神々の土地〜ロマノフたちの黄昏〜』貴婦人ベルセルスカヤ／『クラシカル ビジュー』
- 2018年1月、『不滅の棘』（シアタードラマシティ・日本青年館）モニカ
- 2018年3月～6月、『天は赤い河のほとり』妃／『シトラスの風－Sunrise－』
- 2019年4月〜7月、『オーシャンズ11』ベス ＊退団公演

## 宝塚歌劇団退団後の主な活動

### 舞台
- 2025年4 - 5月、『未来へのOne Step！～世界を結ぶ愛の歌声～』（関西万博EXPOホール「シャインハット」・東京国際フォーラム・梅田芸術劇場）[3]